# ليوناردو كاتو
ليوناردو كاتو (بالإيطالية: Leonardo Gatto) (28 أبريل 1992 في إيطاليا - ) هو لاعب كرة قدم إيطالي في مركز الوسط. شارك مع منتخب إيطاليا تحت 20 سنة لكرة القدم ومنتخب إيطاليا تحت 21 سنة لكرة القدم ومنتخب إيطاليا لكرة القدم للدرجة الثانية ‏. أما مع النوادي، فقد لعب مع أتالانتا ونادي بيزا ونادي ساليرنيتانا ونادي فيتشينزا وItaly national football C team ‏ ولانشانو كالتشيو 1920 ‏.

## وصلات خارجية
- ليوناردو كاتو على موقع قاعدة بيانات كرة القدم.إي يو (الإنجليزية)
- ليوناردو كاتو على موقع عالم كرة القدم.نت (الإنجليزية)
- ليوناردو كاتو على موقع AS.com (الإسبانية)